# Tauá
Tauá is een gemeente in de Braziliaanse deelstaat Ceará. De gemeente telt 56.639 inwoners (schatting 2009).

## Aangrenzende gemeenten
De gemeente grenst aan Independência, Pedra Branca, Mombaça, Arneiroz, Parambu, Parambu en Quiterianópolis.

## Verkeer en vervoer
De plaats ligt aan de radiale snelweg BR-020 tussen Brasilia en Fortaleza. Daarnaast ligt ze aan de wegen BR-404, CE-168, CE-176 en CE-363.

## Geboren
- Francisco Cláudio Oliveira Pereira, "Cláudio" (1979), voetballer